# MBDA Meteor
El Meteor es un misil aire-aire de largo alcance guiado por radar activo con radio de acción «más allá del alcance visual» (BVRAAM) que ya ha sido desarrollado por un conglomerado de empresas europeas lideradas por MBDA para equipar los cazas Eurofighter Typhoon de la Royal Air Force de Reino Unido, de la Luftwaffe de Alemania, del Ejército del Aire de España y de la Aeronautica Militare de Italia, Dassault Rafale de Francia, Saab 39 Gripen de la Fuerza Aérea Sueca y de la Fuerza Aérea Brasileña y F-35 de la Royal Navy británica entre otros operadores. 
El Meteor ofrece una capacidad de disparos múltiples contra objetivos maniobrando a larga distancia en un entorno con fuertes contramedidas electrónicas. De acuerdo con MBDA, el Meteor tiene de tres a seis veces el rendimiento cinemático de los actuales misiles aire-aire de su categoría. La clave del sobresaliente rendimiento del Meteor es su estatorreactor, fabricado por la compañía Bayern-Chemie/Protac (BC) de Alemania.
Entró en servicio en la fuerza aérea sueca en abril de 2016, con el SwAF como el primer operador del misil debido a que la mayoría de las pruebas se realizaron en el JAS-39. Alcanzó oficialmente la capacidad operativa inicial (COI) con la fuerza aérea sueca Gripens en julio de 2016, y se anunció en el Salón Aeronáutico de Farnborough que la Fuerza Aérea del Ejército de la República Checa también llegará pronto al COI.

## Historia

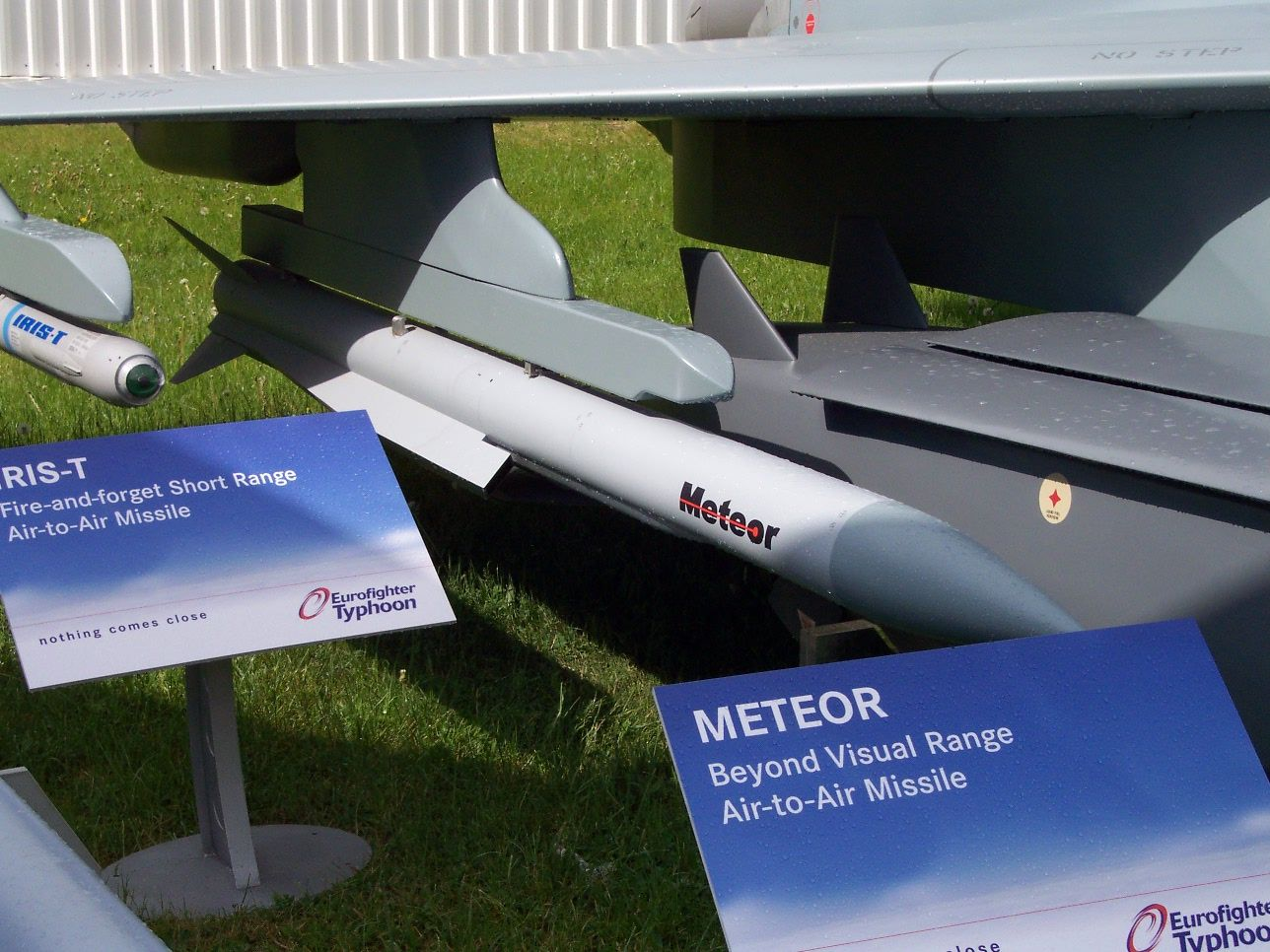
Prototipo de Meteor en un Eurofighter Typhoon,a la izquierda se encuentra un IRIS-T

El proyecto cobró vida a partir de la firma de la Carta de Intenciones en 1998 por parte de Reino Unido (35% de participación), Alemania (23%), Italia (12%), Suecia (11%) y España (6%), adhiriéndose Francia (13%) en 1999.
En mayo de 2000, Reino Unido convocó un concurso y resultó adjudicado al consorcio europeo «METEOR», el Estado Mayor del Aire (España) decidió unirse al proyecto en octubre del 2001 con objeto de equipar a los Eurofighter:

...«El Consejo de Ministros ha autorizado al Ministerio de Defensa a comprometer gasto para suscribir el Memorando de Entendimiento sobre el programa del misil Meteor, que ascenderá a un total de 15.586.208.550 pesetas (93.675.000 euros) entre 2001 y 2013».

La participación de España en el proyecto será llevada a cabo a través de SENER, Ingeniería y Sistemas, que es la Autoridad de Diseño y fabricante exclusivo de la sección de control (FAS) e Indra, a los que se suma el INTA, que también participa en el proyecto.
El Meteor supera al AMRAAM, el cual gana toda la velocidad/inercia al inicio, y luego la va perdiendo, teniendo una menor capacidad de maniobra final; mientras que las prestaciones del Meteor su rival europeo son superiores: con su motor ramjet, permanece activo manteniendo la velocidad hipersónica y la maniobrabilidad (aceleración 30g) del misil hasta el impacto con el avión rival (maniobrabilidad 9G), asegurando la destrucción del avión objetivo.

## Componentes

### Versión española
| Sistema                                                                   | País              | Fabricante             | Notas                                                         |
| ------------------------------------------------------------------------- | ----------------- | ---------------------- | ------------------------------------------------------------- |
| Contenedores                                                              | Bandera de España | Navantia               | Uno para Francia y otro para el resto                         |
| Superficies de control                                                    | Bandera de España | Indra Sistemas         |                                                               |
| Estructura delantera                                                      | Bandera de España | Indra Sistemas         |                                                               |
| Misil de entrenamiento                                                    | Bandera de España | Indra Sistemas         |                                                               |
| Cableado                                                                  | Bandera de España | Indra Sistemas         |                                                               |
| Ingeniería de sistemas                                                    | Bandera de España | Inmize                 | MBDA 40%, Indra Sistemas 40%, Navantia (10%), EADS-CASA (10%) |
| Pruebas en tierra de estructura                                           | Bandera de España | INTA                   |                                                               |
| Firma radar                                                               | Bandera de España | INTA                   |                                                               |
| Seguridad y compatibilidad electromagnética durante la fase de desarrollo | Bandera de España | INTA                   |                                                               |
| Componentes estructurales                                                 | Bandera de España | Santa Bárbara Sistemas | Empresa española vendida a General Dynamics                   |
| Cabeza de guerra                                                          | Bandera de España | Santa Bárbara Sistemas | Empresa española vendida a General Dynamics                   |
| Sistema de destrucción de los equipos de telemetría                       | Bandera de España | Santa Bárbara Sistemas | Empresa española vendida a General Dynamics                   |
| Carga de los equipos de telemetría                                        | Bandera de España | Santa Bárbara Sistemas | Empresa española vendida a General Dynamics                   |
| Unidad de control de guiado                                               | Bandera de España | SENER                  |                                                               |
| Actuadores para la fase de producción                                     | Bandera de España | SENER                  |                                                               |

## Prestaciones

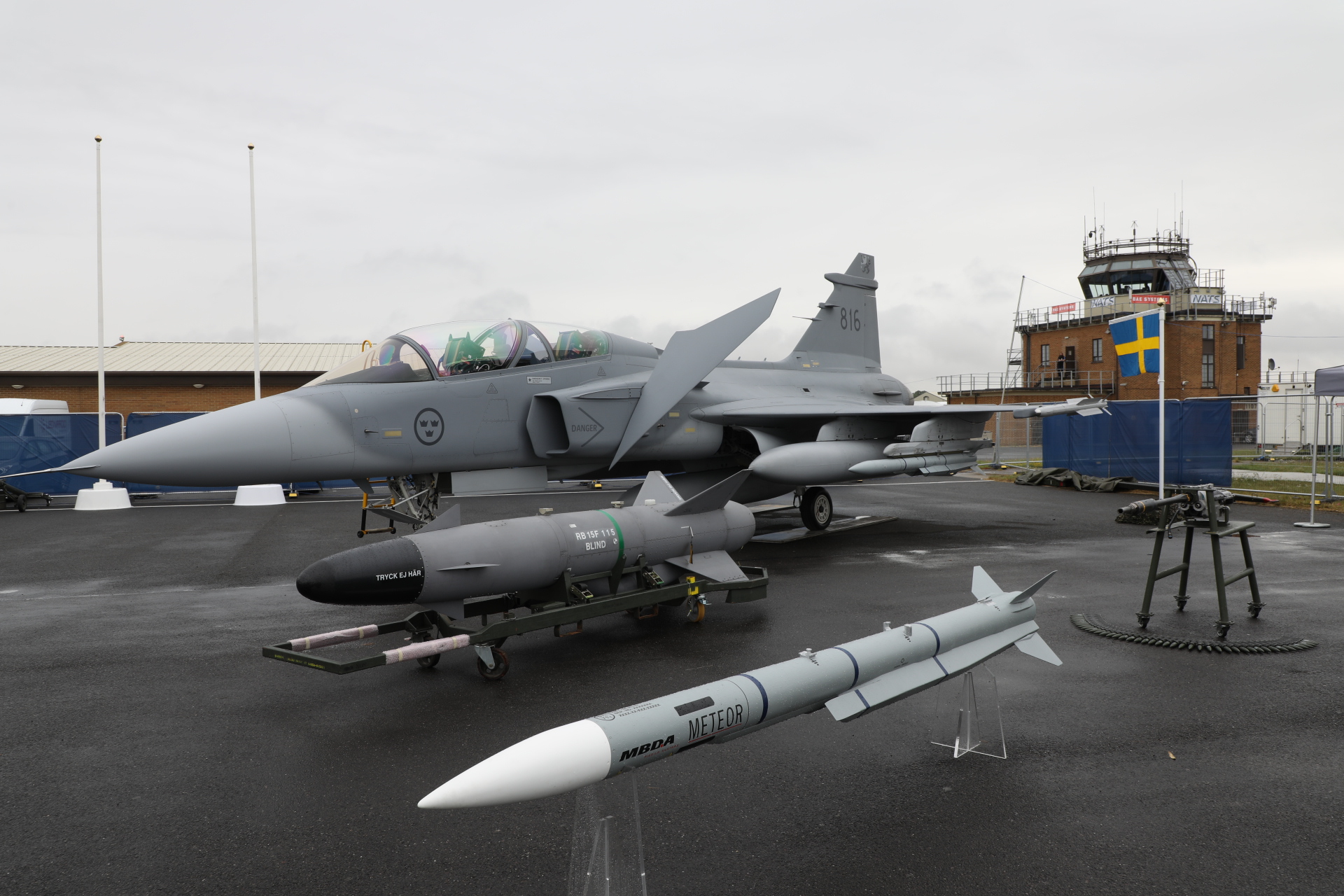
Meteor frente un JAS 39 Gripen biplaza y otro en su pilón de ala,atrás se encuentra un misil RBS -15

El Meteor es propulsado por un ramjet de Bayern Chemie, el cual junto con cuatro alerones o aletas posteriores (encargados de la dirección del sistema) le proporciona un gran alcance (de más de 100 km), una amplia zona de no escape -«no escape zone»- y gran maniobrabilidad en la fase terminal por lo que resulta realmente certero. La presencia del ramjet presenta el inconveniente de que en los giros bruscos los dos flujos de aire que entren al motor se pueden ver alterados; esto es corregido por el sistema de control, integrado por los alerones arriba mencionados.
Para la guía intermedia incorpora un enlace de datos (el cual le permite recibir órdenes a través de señales microondas desde la nave de partida o cualquier otro elemento) y piloto automático de última tecnología, esto proporciona al aparato gran flexibilidad e impunidad a la hora de impactar contra el objetivo ya que dichos sistemas lo hacen realmente difícil de detectar. Además está proyectado dotar al Meteor de la capacidad de adquirir blancos antes y después del lanzamiento (LOBL: lock-on-before launch y LOAL: lock-on-after-launch).
A pesar de que el aparato puede alcanzar una velocidad de Mach 4 la velocidad normal será de entre Mach 1.5 y 2 lo que permitirá recorrer 100 km en tan solo 90 o 100 segundos, teniendo en cuenta que un caza típico puede recorrer en ese tiempo, a velocidad normal, unos 20 km, la aeronave atacante ha de colocarse a unos 40 o 60 km del objetivo lo que nos da una probabilidad de impacto muy alta, característica, esta última, en la que se afanan los ingenieros responsables del proyecto.
El radar del misil será de tipo activo operador en banda X derivado de la familia 4A (utilizada por ejemplo por los Aster 15/30). Presenta dos modos de detonación, por proximidad (mediante espoleta láser) o por impacto, el modo utilizado es determinado por el ordenador del sistema.

## Operadores

Operadores actuales y futuros del misil Meteor

Los misiles Meteor entraron en servicio con los JAS 39 Gripens de la Fuerza Aérea Sueca en 2016 y de la Fuerza Aérea Brasileña, los Eurofighter Typhoon de Royal Air Force (RAF), Real Fuerza Aérea Saudí, Luftwaffe, Ejército del Aire español, Aeronautica Militare Italiana y Fuerza Aérea de Catar.
También equipará los F-35 Lightning II británicos y los Dassault Rafale del Ejército del Aire y Armada francés, Fuerza Aérea Griega, Fuerza Aérea India y Fuerza Aérea de Catar.

## Plataformas
- Eurofighter Typhoon
- Dassault Rafale
- Saab 39 Gripen

### Listas relacionadas
- Anexo:Aeronaves y armamento del Ejército del Aire de España